# Estação Ulitsa Starokatchalovskaia
Ulitsa Starokatchalovskaia (em russo:  Улица Старокачаловская) é uma estação terminal da linha Butovskaia (Linha 12) do Metro de Moscovo, na Rússia. A estação «Ulitsa Starokatchalovskaia» está localizada após a estação «Ulitsa Skobelievskaia».